# Polypektomie

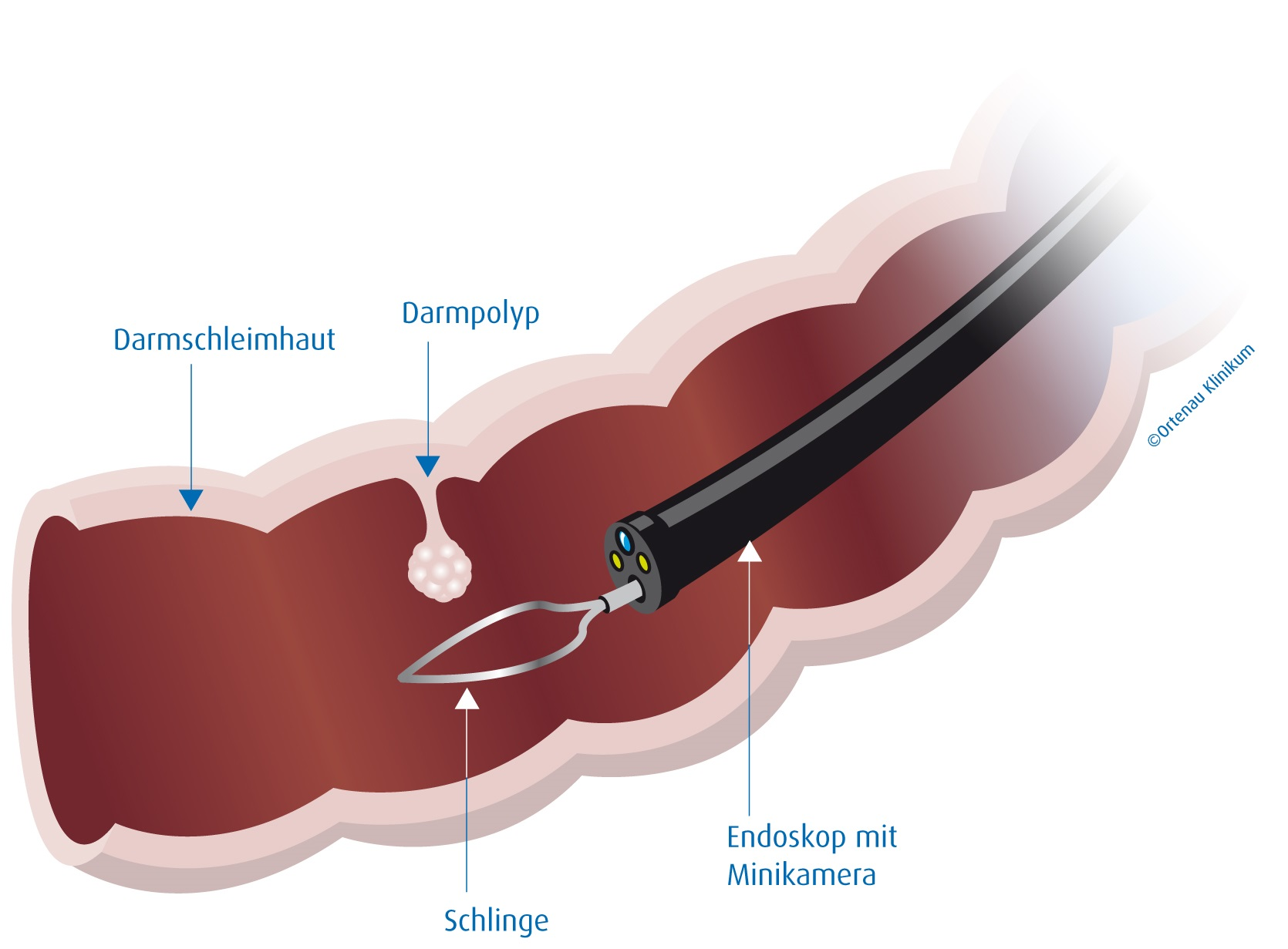
Modelldarstellung einer Darmspiegelung

Polypektomie bezeichnet die Entfernung von Wucherungen der Dickdarmwand, den sogenannten Darmpolypen. Der endoskopisch durchgeführte Eingriff wird im Rahmen der Darmkrebs-Vorsorge mittels einer Darmspiegelung durchgeführt.
Der Stiel des Darmpolypen wird mit einer Schlinge durchtrennt.
Komplikationen bei der Polypektomie sind Blutungen der Darmwand.
Zur Vorbereitung des Eingriffs muss der Darm vollständig entleert sein. Es gilt, in einem bestimmten Zeitraum vor dem Eingriff auf den Verzehr von Nahrungsmitteln, die z. B. Körner enthalten, zu verzichten.